# 遵行棋
遵行棋 （Smess、All the King's Men、Take the Brain），是Perry Grant、Schach dem Schlaukopf在1970年推出的兩人棋類，由Parker Brother公司發售，勝利、吃子類同於象棋。

## 棋具
- 每方兵種有七枚Ninny、四枚Numskull、一枚Brain。
- 7*7方格棋盤，每格標有指向、數量不同的箭頭符號。

## 規則
- 初始布置Ninny放在次底行，Brain放在底側行最中間位，Numskull放在其餘除角格的底側行。

- 每方輪流移動一枚己棋，皆能至空處或敵棋處。若移至敵棋處，則將該敵棋移除不再使用。移動方向限於出發位的箭頭指向。
  - Ninny移動一格。若移到敵方Numskull初始位，則立即升級為Numskull。
  - Numskull移動任意格。
  - Brain移動一格。
- 以消滅敵方Brain為勝[1]。

## 外部連結
- 遊戲介紹 （页面存档备份，存于）
- 遊戲下載 （页面存档备份，存于）